# 沙灣徑

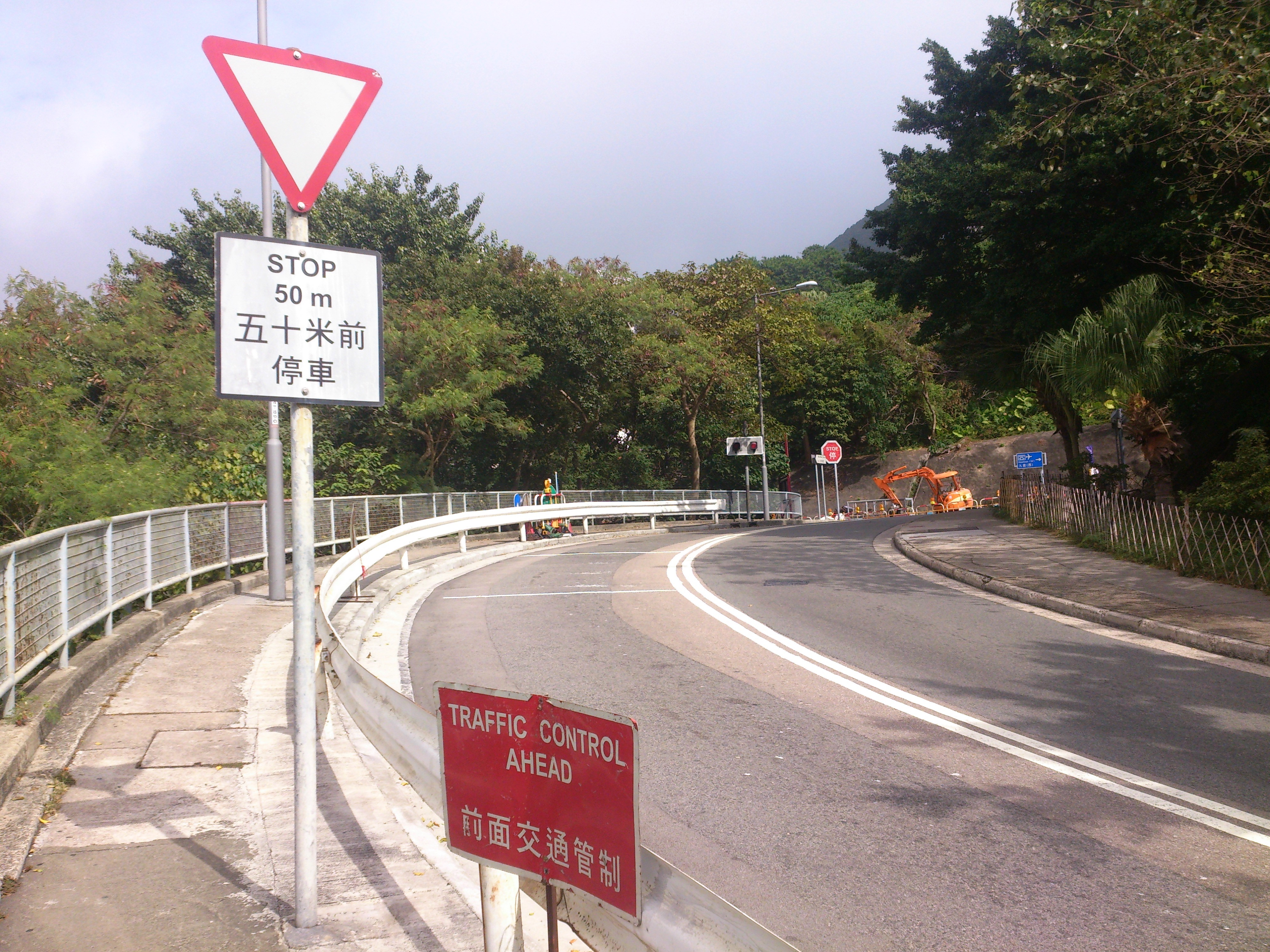
沙灣徑近域多利道

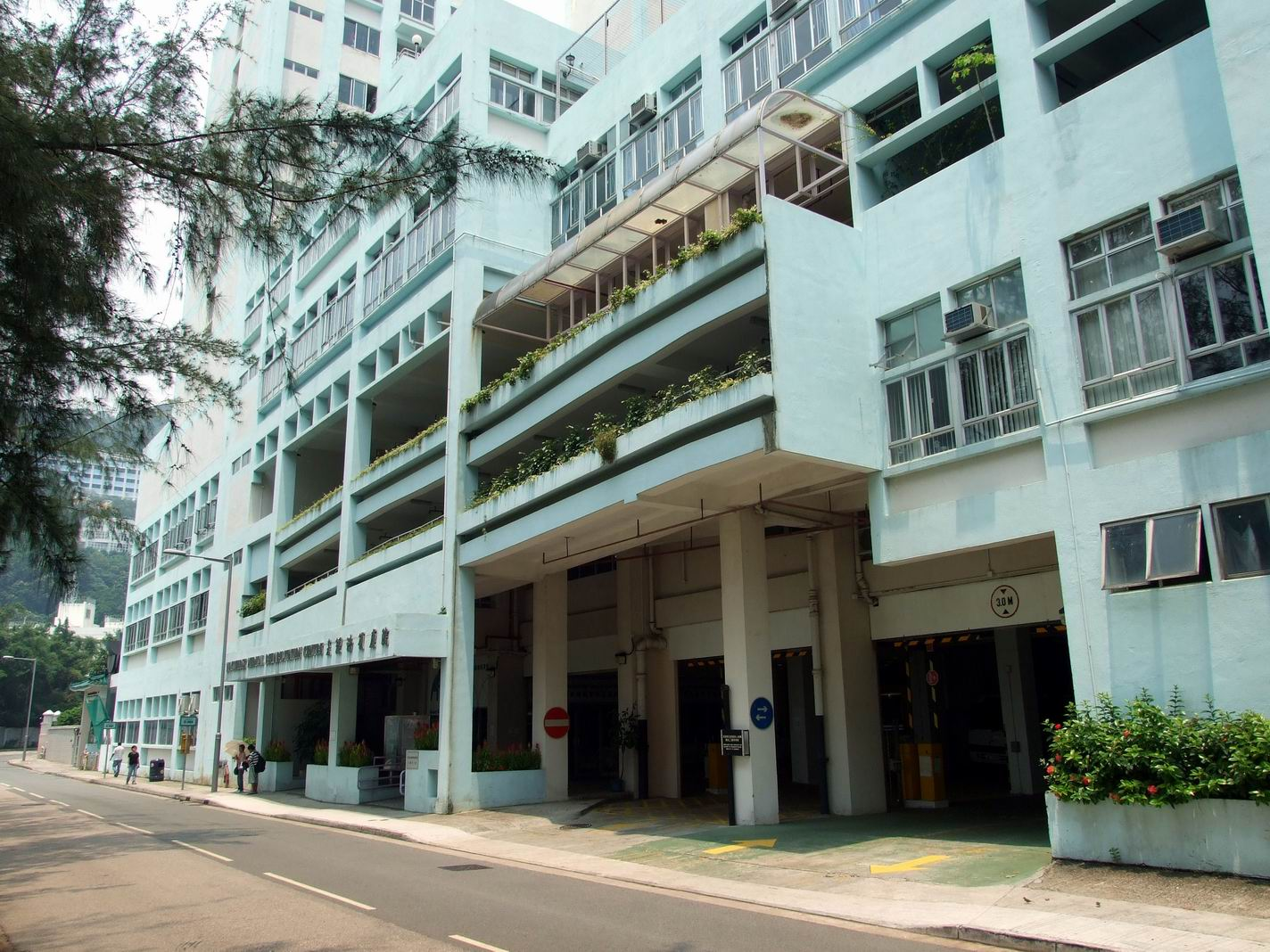
沙灣徑近麥理浩復康院

沙灣徑（英語：Sha Wan Drive）是位於香港南區沙灣的一條道路，北接大口環道近大口環根德公爵夫人兒童醫院，南連域多利道近沙灣消防局，中段連接數碼港道可通往數碼港。沙灣徑雖然以「徑」作為通名，但比香港不少道路還要長，而且亦是沙灣區內一條主要道路。全路呈U形，沿路大部分建築為香港大學職員宿舍及相關設施。該路目前並無巴士路線行走，公共交通以專線小巴為主。

## 與龍應台的關係
沙灣徑曾是作家龍應台客居香港時的住處，她在這裏完成她的作品《龍應台的香港筆記@沙灣徑25號》。龍應台以此作為書名，是希望它成為一個人文地標，展示香港大學對人文關懷的重視。

## 鄰近設施
- 大口環根德公爵夫人兒童醫院
- 耆康會何善衡夫人敬老院
- 竹林明堂護理安老院
- 麥理浩復康院
- 美景臺
- 霍英東游泳池
- 香港大學何鴻燊體育中心
- 英基學校協會堅尼地小學

## 交匯道路
- 域多利道
- 數碼港道
- 沙灣道
- 大口環道

## 外部連結
沙灣徑地圖